# 디지털 한글박물관
디지털 한글박물관은 2001년부터 운영하고 있는 대한민국의 가상 박물관이다. 한글의 중요성을 알리고 한글 문화유산의 보존을 위해 만들어졌다. 한글박물관이 온라인으로 먼저 개관한 이유는 부지 확보와 설립·운영 예산 확보에 어려움이 있었기 때문이다. 문화체육관광부 소속의 국립국어원에서 2016년 7월까지 운영하였고, 2014년에 개관한 문화체육관광부 산하 국립한글박물관이 2016년 6월 운영을 넘겨받았다.
이후 국립한글박물관의 존재를 고려하여 ‘한글문화자원 포털’로 방향을 정하고 기능을 개편하였다. 개선 사항 조사를 바탕으로 편의성을 높였다. 소장 자료의 원문 이미지와 해제를 추가하였으며, 한글과 관련된 주요 인물의 구술 녹취문과 촬영 영상, 한글 글꼴 개발 관련 자료도 더하였다. 모바일 장치에서도 이미지·문서·동영상을 PC와 동일하게 이용할 수 있도록 하였다.
2004년 정보통신윤리위원회의 ‘3월의 청소년권장 사이트’에 선정되었으며, 2011년 방송통신위원회의 ‘올해의 청소년 권장사이트’ 최우수상을 수상하였다.

## 연혁
- 2001년 5월: 디지털한글박물관 구축 작업 착수, 디지털한글박물관 정보 전략 계획(ISP) 수립, 전시관 기초 설계
- 2002년: 역사관, 조형 예술관 개관
- 2003년 10월: 학술 정보관 개관, 디지털한글박물관 임시 개관
- 2004년: 교육 문예관 개관
- 2005년: 미래관 개관
- 2006년 10월: 통합 검색 서비스 시작
- 2007년 10월: 디지털한글박물관 정식 개관
- 2009년 10월: 영문 사이트 개관
- 2011년 12월: 디지털한글박물관 사이트 기능 개편
- 2016년 6월 15일: 국립한글박물관의 디지털한글박물관이 구축됨
- 2016년 7월 18일: 국립국어원의 디지털한글박물관 서비스가 중지됨

## 같이 보기
- 국립한글박물관
- 국립국어원